# Stanisław Grędziński
Stanisław Grędziński  (né le 19 octobre 1945 à Ostrzyca et mort le 19 janvier 2022) est un athlète polonais spécialiste du 400 mètres.

## Carrière
Vainqueur de son premier titre national sur 400 m en 1966, il s'adjuge le titre continental à l'occasion des Championnats d'Europe de Budapest où il devance avec le temps de 46 s 0 son compatriote Andrzej Badeński. Il s'impose par ailleurs dans l'épreuve du relais 4 × 400 m en compagnie de Jan Werner, Edmund Borowski et Andrzej Badeński.
Trois ans plus tard, en 1969, le Polonais remporte son deuxième titre de champion de Pologne, et se classe par la suite troisième des Championnats d'Europe d'Athènes, derrière Jan Werner et le Français Jean-Claude Nallet. 
Son record personnel sur 400 m, établi en 1969, est de 45 s 83.
Durant sa carrière, il a représenté les clubs du Górnik Wałbrzych et du Śląsk Wrocław.

### Palmarès
| Date | Compétition                    | Lieu     | Résultat | Épreuve   |
| ---- | ------------------------------ | -------- | -------- | --------- |
| 1966 | Championnats d'Europe          | Budapest | 1er      | 400 m     |
| 1966 | Championnats d'Europe          | Budapest | 1er      | 4 × 400 m |
| 1968 | Jeux olympiques                | Mexico   | 4e       | 4 × 400 m |
| 1969 | Championnats d'Europe          | Athènes  | 3e       | 400 m     |
| 1970 | Championnats d'Europe en salle | Vienne   | 2e       | 4 × 400 m |

### Records
| Épreuve | Performance | Lieu    | Date              |
| ------- | ----------- | ------- | ----------------- |
| 400 m   | 45 s 83     | Athènes | 18 septembre 1969 |